# Trần Quang Trung
Trần Quang Trung (sinh năm 1963 Quê quán: Phù Hoá, Quảng Trạch, Quảng Bình) là một sĩ quan cấp cao trong Quân đội nhân dân Việt Nam, hàm Trung tướng. Ông nguyên là Bí thư Đảng ủy, Chính ủy Trường Đại học Chính trị, nghỉ chờ hưu từ năm 2022.

## Thân thế và sự nghiệp
Tháng 2 năm 2015, bổ nhiệm giữ chức Phó Chính ủy Trường Đại học Chính trị.
Tháng 6 năm 2019, bổ nhiệm giữ chức Chính ủy Trường Đại học Chính trị, Bí thư Đảng ủy Trường Đại học Chính trị
Trung tướng (2020)